# Earl av Home

Heraldiskt vapen för earl av Home

Earl av Home är en skotsk adelstitel. Det skapades 1605 för Alexander Home of that Ilk, den 6:e lord Home. Earlen av Home innehar bland annat undertitlarna Lord Home (instiftad 1473) och Lord Dunglass (1605) som adelstitel i Skottland, och Baron Douglas av Douglas i grevskapet Lanark (1875) som adelstitel i Storbritannien. Flera earler av Home har också gjort anspråk på titeln Lord Hume av Berwick. Earlen är också skotsk klanhövding över klanen Homes namn och vapen, och arvtagare till klanen Douglas. Titeln Lord Dunglass används som en artighetstitel av earlens äldste son.
Den mest kända innehavaren av titeln var den 14:e earlen, Alexander Frederick Douglas-Home, mer känd som Sir Alec Douglas-Home. Efter Harold Macmillans oväntade avgång utsågs den 14:e earlen till premiärminister av monarken. För första gången på över sextio år var en sittande premiärminister ledamot av överhuset i stället för av underhuset. Eftersom han ansåg att det var opraktiskt och okonventionellt att förbli medlem av överhuset, avsade sig earlen sina pärsvärdigheter den 23 oktober 1963 i enlighet med den pärslag som antogs samma år. Han kandiderade sedan till underhuset för Kinross och Western Perthshire genom att kandidera i fyllnadsvalet 1963 i Kinross and Western Perthshire. Platsen hade blivit ledig i och med att den tidigare parlamentsledamoten Gilmour Leburn hade avlidit. Från och med 2022 innehas titlarna av den 16:e earlen, som tillträdde samma år.
Familjens säten är The Hirsel nära Coldstream, Berwickshire, och Castlemains nära Douglas, Skottland. Bland tidigare platser finns Douglas Castle (mestadels rivet), Dunglass Castle (rivet), Tantallon slott (förstört) och Bothwell Castle (i statens vård).

## Historia
Earlerna av Home härstammar på manssidan från Cospatric I (död efter 1073), den engelsk-danske earlen av Northumbria. Hans ättling William de Home (son till Sir Patrick de Greenlaw, andre son till Cospatric III, earl av Lothian), antog efternamnet efter att han förvärvat Home-markerna i Berwickshire under tidigt 1200-tal, genom sitt äktenskap med sin syssling Ada (dotter till Patrick I, earl av Dunbar). Vilhelms vapen pryddes av Dunbars silverlejon men med ett grönt fält istället för ett rött, med hänvisning till hans land i Greenlaw.

## Lord Home (1473)
- Alexander Home, 1:e lord Home (död 1490)
- Alexander Home, 2:a lord Home (död 1506)
- Alexander Home, 3:e lord Home  (död 1516)
- George Home, 4:e lord Home  (död 1549)
- Alexander Home, 5:e lord Home (död 1575)
- Alexander Home, 6:e lord Home (c. 1566–1619) (adlad Earl av Home 1605)

## Earler av Home (1605)
- Alexander Home, 1:e earl av Home (c. 1566–1619)
- James Home, 2:a earl av Home (död 1633)
- James Home, 3:e earl av Home (c. 1615–1666)
- Alexander Home, 4:e earl av Home (död 1674)
- James Home, 5:e earl av Home (död 1687)
- Charles Home, 6:e earl av Home (död 1706)
- Alexander Home, 7:e earl av Home (död 1720)
- William Home, 8:e earl av Home (död 1761)
- Alexander Home, 9:e earl av Home (död 1786)
- Alexander Home, 10:e earl av Home (1769–1841)
- Cospatrick Alexander Home, 11:earl av Home (1799–1881) (adlad Baron Douglas 1875)
- Charles Alexander Douglas-Home, 12:e earl av Home (1834–1918)
- Charles Cospatrick Archibald Douglas-Home, 13:earl av Home (1873–1951)
- Alexander Frederick Douglas-Home, 14:e earl av Home (1903–1995) (avsagd titeln 1963) (adlad Baron Home of the Hirsel 1974)
- David Alexander Cospatrick Douglas-Home, 15:e earl av Home (1943–2022)
- Michael David Alexander Douglas-Home, 16:e earl av Home (född 1987)

## Nuvarande earl
Michael David Alexander Douglas-Home, 16:e earl av Home, föddes den 30 november 1987 som ende son till den 15:e earlen och hans hustru Jane Margaret Williams-Wynne. Han har två äldre systrar, Lady Iona Katherine (född 1980) och Lady Mary Elizabeth (född 1982), och var Page of Honour till drottning Elizabeth II från 1997 till 2000.
Han titulerades Lord Dunglass mellan 1995 och 2022 och gifte sig 2017 med Sally Antoinette Underhill, en dotter till gruppkapten Gregory B. P. Underhill. Den 22 augusti 2022 ärvde han adelsvärdigheterna och kvarlåtenskapen på familjeslottet The Hirsel.
Det finns ingen uppenbar arvinge. Den presumtiva arvtagaren är den nuvarande earlens syssling, Alexander Sholto Douglas-Home (född 1962), ett barnbarnsbarn till den 13:e earlen.